# PLiCy
| 設立         | 2013年7月         |
| タイプ       | ゲーム投稿サイト  |
| 営利性       | 営利              |
| 本社         | 日本 岡山県津山市 |
| 運営者       | 浮田建設株式会社  |
| 主要人物     | 浮田匡俊          |
| ウェブサイト | plicy.net         |
| 現況         | 運営中            |

## 概要
PLiCy（プリシー）は、浮田建設株式会社（岡山県津山市）が運営する、日本のインディーゲーム・フリーゲーム投稿プラットフォームである。2013年7月19日にサービスを開始し、ユーザーが制作したゲームをアップロードし、ブラウザ上で即時にプレイできる形式を採用した点で、日本国内初の事例とされる。 PLiCyは、Unity、RPGツクールシリーズ、Game Maker、WOLF RPGエディター、ティラノスクリプト、WWA（World Wide Adventure）、GODOTなど、HTMLエクスポートに対応する多様なゲームエンジンを受け入れており、特定の制作環境に依存しない技術的中立性を特徴とする。  同様のサービスとしては、海外で同年2013年に開始されたItch.ioがあり、世界規模でインディーゲームの販売・配布とともに、ブラウザゲームを遊べる機能を提供している。日本国内では、2016年に開始されたゲームアツマール（RPGツクールMV中心、2023年終了）などがあるが、PLiCyは初期から複数ジャンル・複数エンジンに対応し、現在もサービスを継続している。  PLiCyはブラウザゲームの公開・プレイを中心に、クラウドファンディング機能やゲームコンテストを通じてクリエイター活動を支援している。

## 代表的な作品
- 漢字でGO! – 累計プレイ数は6,237万回を超え（2025年8月時点）[2]。YouTube上でも実況動画が多数公開されており、教育現場で漢字学習に活用された事例がある[3]。
- 奇天烈相談ダイヤル – 架空の相談窓口で怪異の有無を判定するアドベンチャーゲーム。
- アクアリウムは踊らない – 水族館を舞台にしたホラー・謎解きアドベンチャーゲーム。2025年4月にはコミカライズ単行本第1巻が発売された[4]。
- しょぼんのるきみん！ – 高難易度の横スクロールアクションゲーム。
- にじカード – にじさんじのファンメイドカードゲーム[5]。
- 神獣列島 – 架空の島を舞台にしたバトル特化型RPG。
- ウワガキアイ – 意識の上書きを繰り返すアドベンチャーゲーム。

## PLiCyゲームコンテスト
PLiCyゲームコンテストは、2014年から年1回開催されている、PLiCy主催のゲームコンテストである。  初心者からベテランまで幅広い層が参加可能で、システム部門・シナリオ部門・アクション部門・カルチャー＆アカデミー部門など複数の部門に分かれて審査が行われる。  2023年の第9回では948作品が応募され、各部門で金賞・銀賞・銅賞のほか、審査員特別賞や敢闘賞などが授与された。
- システム部門 – ロールプレイング、シミュレーション、パズルゲームなど、ゲームシステムやメカニクスを重視する作品が対象。
- シナリオ部門 – アドベンチャーゲーム、ビジュアルノベルなど、物語性や文章表現を評価する作品が対象。
- アクション部門 – アクションゲーム、シューティングゲーム、スポーツゲームなど、操作性やアクション性を重視する作品が対象。
- カルチャー＆アカデミー部門 – 教育、文化、歴史など、学術的・文化的価値を持つシリアスゲームが対象。
- KSG・バカゲー部門 – ユーモア性の強い作品など、独自の笑いやネタ性を評価する部門。
- 特別賞（審査員賞など） – 各部門の枠に収まらない独創的な作品や、審査員が特に評価した作品に授与される。
- ファイナリスト賞 – 最終選考に残った作品に授与される。
- 敢闘賞 – 独創性や挑戦的な試みに対して授与される奨励的な賞。
- 準敢闘賞 – 惜しくも敢闘賞に届かなかったが、健闘が認められた作品に授与される。

中期以降はクラウドファンディングを活用して運営資金を調達する方式が導入され、これによりPLiCy運営による独断的な受賞決定の比重が軽減され、広告収入に依存しない評価体制が可能になったとされる。2024年からは「PLiCyフリーゲームグッズ化計画」と題したクラウドファンディング企画を通じて、コンテスト賞品や運営費を募る方式が採用されている。この企画では、支援者への返礼として参加作品や人気フリーゲームの限定グッズが提供され、同時にコンテストとグッズ企画を一体化したイベントとして開催されている。

## クラウドファンディング機能
PLiCyは、ゲームクリエイターやストリーマーがパブリッシャーに依存せず資金調達できる場として、クラウドファンディング機能「PLiCyプラス」を提供している。初期費用や広告費は不要で、手数料制を採用している。  terunon氏制作のAbsentedAgeは目標額20万円に対し46万6,000円を調達。  「フリーゲームグッズ化計画2」では目標50万円に対し115万520円を集めた。

## 利用者層
PLiCyの登録ユーザー数は2024年3月時点で延べ10万人を突破している。  利用者の男女比はほぼ半々であり、全年齢層にわたって利用されているが、特に『漢字でGO!』など教育用途の作品の影響もあり、児童・生徒など若年層のアクセスが多い傾向がある。  アクセス環境はスマートフォンが優勢で、PC、Chrome OSやタブレットからの利用も一定数存在する。

## 特許
- ゲーム画面にコメントを付加する技術[15]（特願2015-028372）
- 投稿ゲームのブラウザ実行変換・自動チェック技術[16]（特願2013-088360）

## 沿革
- 戦前：岡山県津山市で浮田製糸工場[17]を経営。
- 1943年10月：津山航空木工株式会社[18]を設立。
- 1949年11月：浮田建設株式会社へ組織変更。
- 現在：PLiCyの運営を含む多角経営を行う。

## 教育・地域活用事例
- 漢字でGO! – 学校授業[19]や放課後等デイサービス[20]で活用された事例が公表されている。
- 気仙沼クエスト – 宮城県気仙沼市の高校生が制作した、実在の街並みや文化を再現したブラウザゲーム。東日本大震災の教訓や地域の魅力を伝えることを目的としており、NHK[21]や日テレNEWS[22]などで紹介された。
- 学校制作作品の公開 – 授業で制作されたゲームをPLiCy上で公開されている[23]。

## Nintendo Switch向け展開
PLiCyは2018年より、Nintendo Switch向けのパブリッシング事業を開始し、自社および提携クリエイターの作品を配信している。  これにより、ブラウザやWindowsで公開されていた作品の一部が、Nintendo Switch向けに最適化され、有料タイトルとして配信されている。

### 長編RPG・復刻
- Cresteaju – 2001年にShou氏[26]が発表した長編ファンタジーRPGをHDリマスター化。グラフィック全面HD化、フィールド3D化、キャラクターボイス追加、新規シナリオ・BGM収録、レトロ風BGM切替、オンラインランキングなど多数の新要素を搭載。原作の30時間超のシナリオと戦略性ある戦闘を現行機向けに再構築。関連作であるAMEL BROATはクラウドファンディング[27]を実施。
- WWA Collection – 全45本を収録[28]。
- WWA Collection 2 – 全40本以上を収録[29]。

### 乙女ゲーム／推理ノベル
- Buddy Collection if －宿命の赤い糸－ – 「微乙女×推理」ノベルシリーズのSwitch向けエピソード。原作の筋を踏まえつつ内容を加筆し、HTML5ベースで最適化。
- Buddy Collection Extra －胡蝶荘の奇妙な五人－ – 探偵×学園×相棒を軸にした番外編。複数ルートの推理を積み重ねて真相へ至る構成。
- アル管理人の恋 – 留学生男子たちとの共同生活を描く乙女ゲーム。日常イベントを軸に緩急のある恋愛描写。

### インディーゲーム
- リバーティア – 反転・制御の要素を活かす2Dパズルアクション。
- ブラッド・ラインズ – キャラ切替や役割分担で攻略を深める2Dドットアクション。
- ヘルズ・ハイ・ハーモナイザーズ -  地獄を舞台にした“ゆるりとした”生活シミュレーションが軸。育成・交流・日々の営みを楽しむ設計に主眼。
- マジシャンズ・チェイス －消えたカレーのレシピ－ –  6人の少女から主人公を選ぶ2Dアクション。
- 壁を乗り越えて – 数字を動かして“物語上の壁”を越えていくパズルADV。
- スーパーシャドーブレイク 決戦！ 忍者 対 三大怪獣 – ブロック崩しとアクションを融合したスコアアタック。
- 進撃するカブトムシ – 昆虫を題材にした群体バトルゲーム。
- いきなり魔王 – ラスボス対峙から始まる謎解き型コマンドバトルADV。
- 探光エスパシオ – モノトーンの宇宙を相棒と旅する探索ADV。
- グリードロイド – 仕掛けを掴む・投げるで局面を切り開くローグライクゲーム。
- ハシビロコウとメジェド – シュールな世界観の2Dアクションパズル

## オープンソース実装の活用
Nintendo Switch版『WWA Collection』シリーズに用いられたJavaScript実装は、その後オープンソース化され、ブラウザ版WWA Wingに統合された。この実装は現在もPLiCyのWebサイト上でのWWA作品配信に利用されており、コンソール版とWeb版の双方で活用されている。

## 公式キャラクター
PLiCyには、サービスやイベントを象徴する公式キャラクターが存在する。
- プリシーユ - フルネームは「プリシーユ・シーワード」。PLiCyの看板キャラクターで、公式サイトやイベント告知などに登場する[32]。
- メテオ - Game Designerシリーズの主役キャラクターの一人で、一頭身の石のような姿をしている[32]。
- かがわねこ - 讃岐うどん職人という設定を持つねこのキャラクターで、PLiCy広報アカウントとしても活動。ゲーム内では回復アイテムとしてうどんを提供する役割や、プレイヤーキャラとして登場する[33]。
- じっぷくん - 圧縮ファイル形式「zip」をモチーフにしたキャラクター。
- みけ - 三毛猫をモチーフにしたキャラクターで、横スクロールアクション制作エンジン「Game Designer Action」などでプレイヤーキャラとして使用可能。LINE公式アカウントとしても活動していた[34]。